# Poèmes antiques et modernes
Ne doit pas être confondu avec Poèmes antiques.
Poèmes antiques et modernes est un recueil de poésies d'Alfred de Vigny.

## Présentation
Le recueil parut pour la première fois sous le simple titre de Poèmes. L'auteur le remania et le compléta, puis lui donna le titre définitif en 1826.
De 1829 date ensuite une édition revue et corrigée, de nouveau complétée en 1837 pour prendre sa forme définitive. Ce volume constitue, avec le recueil posthume des Destinées (1864), toute l'œuvre poétique de Vigny.
Les pièces qui le composent sont classées de la façon suivante : poèmes mystiques (Moïse, Eloa, le Déluge) ; poèmes antiques (La Fille de Jephté, La Femme adultère, Le Bain de Suzanne, Le Somnambule, La Dryade, Symétha, Le Bain d'une dame romaine) ; poèmes modernes (Dolorida, La Prison, Madame de Soubise, La Neige, Le Cor, Le Bal, Le Trappiste, La Frégate La Sérieuse ou La Plainte du capitaine, Les Amants de Montmorency, Paris).

## Analyse
La forme dont le poète use le plus fréquemment est celle du symbole. La philosophie qu'il exprime est marquée du pessimisme le plus complet ; il se sent seul et autour de lui, il n'aperçoit que des hommes indifférents ou hostiles et une nature impassible. Tout être souffre ; tout être supérieur souffre supérieurement ; le génie est donc particulièrement désigné pour souffrir. Contre tant de misère qui accable l'homme, Vigny ne trouve d'autre remède qu'une hautaine résignation.
Le recueil hésite entre un classicisme suranné et un romantisme exacerbé. On y sent l'influence de Chateaubriand, de Byron, de Chénier. 
Cependant, l'importance d'une pensée philosophique mise en scène fait l'originalité de ce recueil. L'usage important du symbole, marque de Vigny, est déjà présent et donne lieu à des chefs-d'œuvre tels que Moïse, La Fille de Jephté, Le Cor.
Les thématiques principales de l'œuvre de Byron à venir y sont abordées : le caractère sublime de la pitié et de l'amour, la solitude du génie, la question des rapports de Dieu et de l'humanité, l'injustice de la toute-puissance qui frappe bons et méchants.

## Source
- Nouveau Larousse illustré, 1898-1907.